# Земељ
Земељ (словен. Zemelj) је насељено место у општини Метлика, регија Југоисточна Словенија, Словенија.

## Историја
До територијалне реорганизације у Словенији био је у саставу старе општине Метлика.

## Становништво
У попису становништва из 2011. године, Земељ је имао 61 становника.
| Број становника према пописима | Број становника према пописима | Број становника према пописима |
| ------------------------------ | ------------------------------ | ------------------------------ |
| 1991                           | 2002                           | 2011                           |
| 61                             | 64                             | 61                             |